# Schura – Islamische Religionsgemeinschaft Bremen
Die Schura – Islamische Religionsgemeinschaft Bremen e.V. (SchuraBremen) ist ein Zusammenschluss islamischer Organisationen in Bremen. Sie wurde 2006 in der zur  Islamischen Gemeinschaft Millî Görüş gehörenden Bremer Fatih-Moschee gegründet. 2009 hat die Schura Bremen eine Erklärung der islamischen Organisationen in Bremen zur zunehmenden Islamophobie unter anderem mit dem  ATIB-Verband Bremen und dem salafistischen Islamischen Kulturzentrum Bremen veröffentlicht. 2012 hat sie mit dem Bundesland einen Staatsvertrag unterzeichnet.

## Vorstand
Dem Vorstand gehören gegenwärtig (2018) folgende Personen an: Vorstandsvorsitzender ist Mustafa Yavuz, 1. stellvertretender Vorsitzender Zain Sammar, 2. stellvertretender Vorsitzender Şanver Çoban und 3. stellvertretender Vorsitzender Ayla Karagöz-Ekinci. Generalsekretär ist Murat Çelik. Zusätzlich hat der Vorstand sechs weitere Mitglieder.

## Mitgliedsorganisationen
Mitgliedsorganisationen sind:
- Abu Bakr Moschee
- Al-Mustafa-Gemeinschaft (unterstützt die Hisbollah[6])
- Deutsch-Arabischer Verein für den allgemeinen Wissensaustausch
- Deutschsprachiger Muslimischer Kulturverein Bremerhaven
- Ehl-i Beyt Kulturgemeinde
- Förderung der Kurdisch-Islamischen Kultur
- Gemeinde Bosnischer Muslime Bremen
- IGMG Hemelinger Ortsverein
- IGMG Ortsverein Blumenthal
- IGMG Ortsverein Huchting
- IGMG Ortsverein Tenever
- KMIB (Keluarga Muslim Indonesia Bremen / Muslimische Indonesische Familie Bremen)
- Islamisch-Albanische Gemeinde Bremen
- Islamische Union in Bremerhaven und Umgebung
- Islamischer Kulturverein in Bremen und Umgebung
- Islamischer Kulturverein Rahmah
- Islamischer Verein Al-Fathi
- Alliance Liberal European Muslims (A.L.E.M.)
- Verein zur Erhaltung des islamischen Gebetsraumes in Bremen
- Islamische Gemeinschaft der Bosniaken in Bremen  (IGBB)